# PSFS Building
PSFS Building, ook bekend als het Loews Philadelphia Hotel, is een wolkenkrabber in Philadelphia in de Amerikaanse staat Pennsylvania. Het is een National Historic Landmark en de eerste wolkenkrabber die gebouwd is in de Internationale Stijl.

## Geschiedenis
In de jaren twintig van de 20ste eeuw bouwden de banken in Philadelphia verschillende wolkenkrabbers in Center City, de zakenwijk van Philadelphia. Ook het Philadelphia Saving Fund Society (PSFS) begon met het maken van plannen voor de bouw van een wolkenkrabber aan Market Street. In november 1930 werd het ontwerp voor het gebouw door William Lescaze en George Howe geaccepteerd door de directie. In 1932 werd het gebouw uiteindelijk opgeleverd. Het PSFS Building had in totaal 8 miljoen Amerikaanse dollars gekost.
Na enkele overnames en fusies door de jaren heen werd het gebouw in 1994 uiteindelijk bij een veiling verkocht. Drie jaar later werd het gebouw in beheer genomen door Loews Hotels en begon men met het verbouwen van het gebouw tot hotel. Het hotel werd uiteindelijk in 2000 geopend.